# Al-Mundhir av Córdoba
al-Mundhir var en umayaddisk emir som regerade i Córdoba 886–888.
al-Mundhir efterträdde Muhammad I och efterträddes av Abdallah ibn Muhammad.